# Amgala
Pour les articles homonymes, voir Amgala (homonymie).
Amgala est un village du Sahara occidental, situé dans une oasis au sud de Smara et à l'ouest de Tifariti, à quelques kilomètres au nord de la frontière mauritanienne. Il est à l'extérieur du mur marocain,, et fait partie de la « zone tampon » (pour le Maroc) ou « zone libre » (pour le Front Polisario).
Amgala a été le théâtre de plusieurs affrontements armés impliquant le Maroc, le Polisario et l'Algérie,, durant la guerre de 1976-1991, y compris les seules confrontations directes depuis la guerre des Sables de 1963 entre l'armée algérienne et l'armée marocaine.
Avant le début de la guerre, la population était de 2 000 habitants.

## Histoire

### La guerre du Sahara occidental de 1976-1991
Amgala est sous le contrôle du Polisario à partir de fin 1975, à la suite de l'évacuation de tout le territoire à l'est de Smara par l'armée espagnole. Une garnison algérienne apporte officiellement son soutien logistique à cette opération, mais selon le Maroc il s'agit surtout de venir prêter main-forte aux combattants du Polisario, .
Du 27 au 29 janvier 1976, un premier affrontement entre les armées algériennes et  marocaine (surnommé « Amgala I »), les troupes du Polisario évacuent le Sahara occidental tandis que les troupes marocaines prennent contrôle de l'oasis. D'après le témoignage d'un ancien soldat marocain, au préalable, le Polisario avaient repoussé une attaque de l'armée mauritanienne.
Le 14 février éclate la bataille dite « Amgala II », où l'armée marocaine prend le contrôle de la région à la suite de combats violents. Selon Anthony G. Pazzanita et Tony Hodges, il s'agit en fait de représailles menées par le Polisario, auxquelles ne participe pas l'Algérie. 
Le Polisario organise plusieurs attaques de guerilla durant les mois suivants. En décembre, 5 soldats marocains sont tués et plusieurs blessés.
À la suite du cessez-le-feu de 1979 entre la Mauritanie (auparavant alliée du Maroc) et le Polisario, celui-ci est libre de concentrer ses attaques sur les troupes marocaines, et les contraint à abandonner temporairement Amgala.
Le 8 novembre 1989, peu après un discours du roi Hassan II commémorant la Marche verte et félicitant les FAR d'avoir « complètement maîtrisé » la situation militaire au Sahara occidental, le Polisario lance une attaque massive dans la région d'Amgala, franchissant le mur marocain sur 22 kilomètres,. Les combats intenses cessent dans la deuxième quinzaine du mois.

### Statut actuel
Selon le département cartographique de l'ONU et l'International Crisis Group, Amgala se trouve à l'extérieur du mur marocain. Selon un communiqué de presse de Sahara Press Service, la ville est encerclée par le mur.
En 2011, une base arrière d'al-Qaïda au Maghreb islamique y a été démantelée.